# Florenc Arapi
Florenc Arapi (* 12. Oktober 1985) ist ein ehemaliger albanischer Fußballspieler.

## Karriere
Arapi begann seine Karriere 2003 bei Dinamo Tirana, wo er bis Januar 2007 spielte. Januar 2007 wechselte er zu KF Tirana. In der Saison 2006/07 absolvierte er fünf Spiele für seinen Verein, davon eines in der Startelf. In der Saison 2007/08 etablierte er sich als Stammspieler und bestritt 27 Spiele, in denen er vier Tore erzielte. In der Saison 2008/09 verlor Arapi seinen Stammplatz aufgrund der Verpflichtung von Spielern wie Gjergji Muzaka, Bledar Devolli und Ansi Agolli. Dies führte im Januar 2009 zu einem Leihwechsel zu KS Bylis Ballsh, wo er in zwölf Spielen ein Tor erzielte.